# Tres en raya
Tres en raya és una pel·lícula espanyola del gènere comèdia dirigida per l'alacantí Francisco Romá Olcina el 1979, que ha constituït fins ara el seu únic llargmetratge. Definida pel seu director com a "tragicomèdia en to menor" que intenta donar una visió dels problemes de la joventut durant la transició espanyola (amor. amistat, feina) La seva estrena, però, fou un fracàs, arran del qual el director decidí no fer més cinema.

## Sinopsi
Tres joves sense treball i sense diners passen un mes junts en el pis de Carlos, un d'ells, aferrant-se als altres com a única solució. Abans que el mes s'acabi s'adonen que l'amor i l'amistat no té per què ser dos conceptes incompatibles.

## Repartiment
- Pep Munné
- Mireia Ros
- Iñaki Miramón
- Héctor Alterio
- Irene Gutiérrez Caba

## Premis
35a edició de les Medalles del Cercle d'Escriptors Cinematogràfics
| Categoria   | Pel·lícula            | Resultat  |
| ----------- | --------------------- | --------- |
| Millor guió | Francisco Romá Olcina | Guanyador |